# William Powell Frith

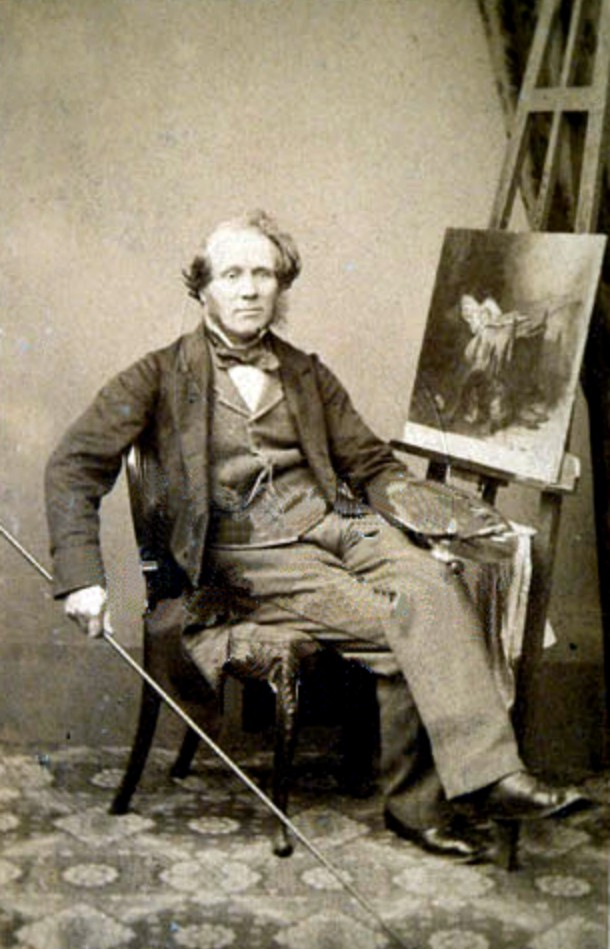
William Powell Frith

William Powell Frith, född 19 januari 1819 i Aldfield, död 9 november 1909, var en brittisk konstnär.
Frith har i novellistiska målningar med naiv och godmodig realism skildrat sin tids människor och förhållanden. Frith är fjärran från William Hogarths satiriska skärpa. Borgerlig humor präglar däremot han skarpt iakttagna bilder ur Londonlivet, av kapplöpningar, havsbad med mera. Sina intryck av samtiden har han även gett litterär form i en självbiografi (1887) och i Reminiscences (1888).